# 拉斯洛·瑟杰尼-马里奇
拉斯洛·瑟吉尼-马里奇伯爵（匈牙利語：Szőgyény-Marich László，1841年11月12日—1916年6月11日），是奥匈帝国时期的匈牙利裔贵族、政要。瑟吉尼作为帝国资深外交官和德皇威廉二世的密友，曾在1892年10月出任驻德国大使。1914年七月危机导致第一次世界大战爆发，他由于老迈而卸任后返回了匈牙利。